# Zilog Z180

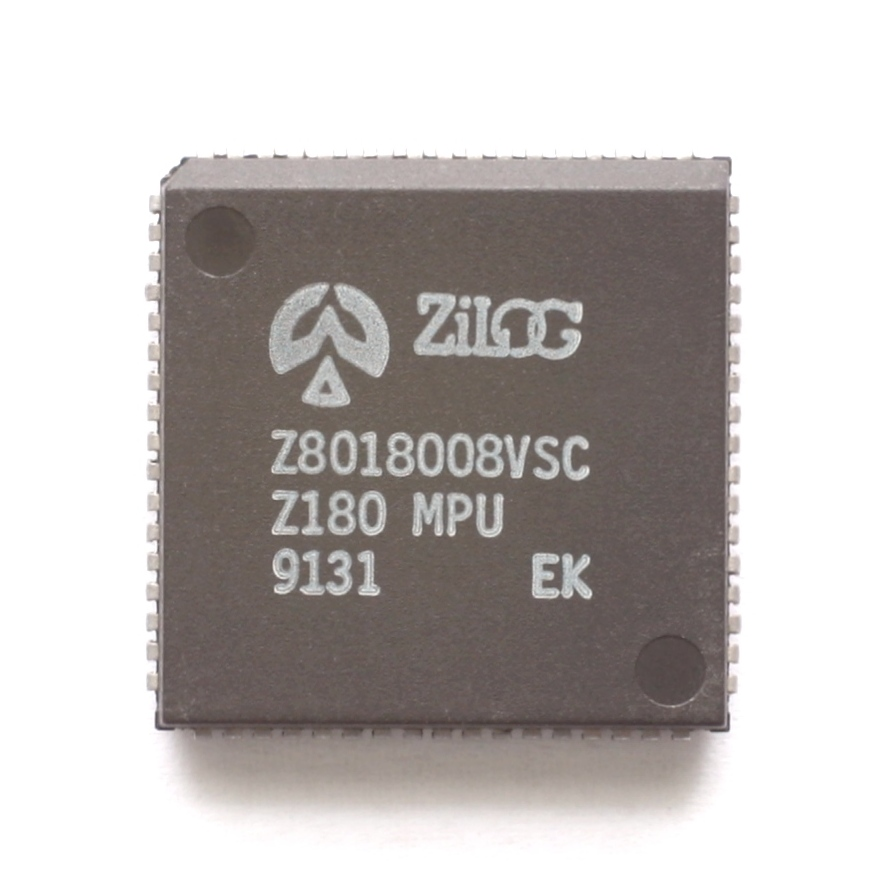
Uno Z180 in formato PLCC.

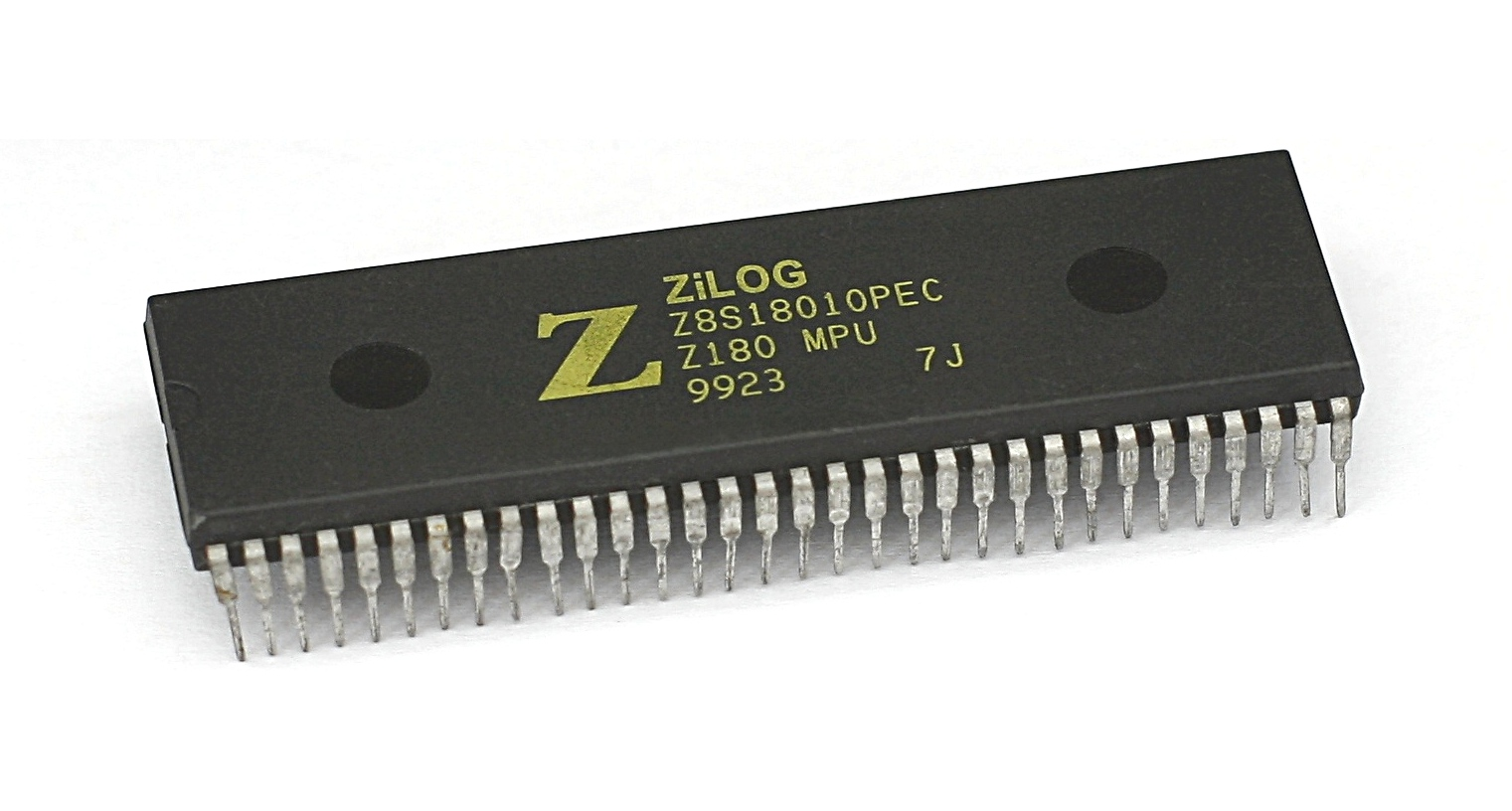
Uno Z8S180 in formato DIP64.

Lo Zilog Z180 è un microprocessore a 8-bit prodotto dalla Zilog, successore dello Z80 e compatibile con il software scritto per questo processore. Con lo stesso nome si indica anche una famiglia che condivide la medesima architettura centrale dello Z180.

## Generalità
La famiglia Z180 è caratterizzata da prestazioni superiori rispetto allo Z80 oltre che dalla presenza di caratteristiche integrate, come generatore di clock, contatori e timer a 16 bit, generatore di stati di attesa (wait-state), porte seriali e controller DMA.
La logica di gestione della memoria (Memory management unit o MMU) integrata nel processore è capace di supportare fino a 1 MB di memoria. È inoltre possibile configurare lo Z180 in modo che operi come un Hitachi HD64180.

## Zilog Z182
Lo Zilog Z182 (o Z80182 o Z8L182) Zilog Intelligent Peripheral Controller (ZIP) era un microcontrollore specificatamente sviluppato per l'uso in sistemi di telecomunicazione quali modem, fax e simili, abbinando al core dello Z180 una serie di periferiche per l'interfacciamento con l'esterno quali lo Z85230 ESCC (Enhanced Serial Communications Controller), 2 UART, 24 linee di I/O e l'interfaccia 16550 MIMIC per la connessione diretta ai bus PC IBM, PC XT e PC AT. Il core era del tipo statico, ossia che in assenza di clock tutto il microcontrollore veniva congelato ed i registri interni mantenevano il loro stato.

## Processori della famiglia Z180
| CPU           | Frequenza (MHz) |
| ------------- | --------------- |
| Z80180SztdZsh | 6, 8, 10        |
| Z80181        | 10              |
| Z80182        | 16, 33, 20      |
| Z80195        | 20, 33          |
| Z8L180        | 20              |
| Z8L182dxd     | 20              |
| Z8S180        | 10, 20, 33      |